# Швабия (Бавария)
Швабия (на немски: Schwaben; Bayerisch-Schwaben), наричана Баварска Швабия, e регион, администратвен окръг (Bezirk и Regierungsbezirk) в Германия със столица Аугсбург.
Регионът e част от средновековното херцогство Херцогство Швабия. Територията се намира в югозападната част на Бавария. Тя граничи на север със Средна Франкония, на изток с Горна Бавария, на юг с Тирол и Форарлберг в Австрия, на Бодензе с Кантон Санкт Гален в Швейцария и на запад с Баден-Вюртемберг.
Баварска Швабия има площ от 9.992,03 km² с 1.786.483 жители към 31 декември 2008 г.
Най-големите градове на територията са:
- Аугсбург
- Кауфбойрен
- Кемптен (Алгой)
- Меминген